# 야마코시촌
야마코시촌(山古志村)은 니가타현 주에쓰 지방에 위치했던 촌이다. 2005년 4월 1일 나가오카시에 편입되었다.

## 개요
에도 시대 초에 「산20촌」, 「산로쿠가무라」라고 불리던 마을들이 1800년대에 들어서면서 총칭해 야마코시의 이름으로 불리게 되었다고 한다. 옛날에는 1824년 기록에서 야마고시무라들이라는 표기를 공식 문서로 확인할 수 있다.「야마 고지」라고 하는 호칭의 유래로는 시나노가와 우안 일대를 가리킨 고시군 중 산에 해당하는 지역이었던 것을 들 수 있다고 일본 지명 연구소의 소장을 지낸 다니가와 아키히데가 지적하고 있다
1956년 쇼와의 대합병으로 야마코시 촌이 탄생하였다.
1970년대부터 민속학자 미야모토 쇼이치가 마을을 세우는 것을 도와 구릉지 사면에 펼쳐진 삼림과 계단식 논, 비단 잉어 양식, 그리고 '소뿔 찌르기'라고 불리는 투우 등 '일본의 원풍경이 남는 마을'을 관광자원으로 홍보하고 있었다.
2003년 3월부터 9월까지 방영된 NHK 아침 연속 TV소설 마음의 무대가 되기도 했다.
2001년 1월에 초안이 제시된 니가타현의 「시정촌 합병 촉진 요강」에서 나가오카시로의 합병안이 제시되었고[5], 2004년 9월 9일에 합병 협정에 조인했다. 2005년 4월 1일 합병이 성립해, 합병 후 지명 표기는 [고지]로 되어 있었지만 주에쓰 지진을 받아 [산고지]를 남기는 방향성이 되었다. 자세한 내용은 야마고지를 참조.
2004년 10월 23일 발생한 니가타 현 주에쓰 지진으로 막대한 피해를 입었다.면사무소(현 야마고시 지소)에 설치돼 있던 진도계가 심한 흔들림으로 부서져 구체적인 진도는 알 수 없지만 지진 발생 전 풍경은 지진에 따른 산사태 등으로 현저하게 무너져 그 모습을 크게 바꿨다.또 촌역으로 통하는 모든 도로가 끊겼기 때문에 고립돼 마을은 전 촌민에 대해 피난 지시를 내려 26일까지 인접한 나가오카시 등(대부분 나가오카 뉴타운 내 가설 주택)에서의 피난 생활을 피할 수 없게 됐다.피난 지시는 나가오카시 편입 합병 후인 2007년 4월 1일에 거의 전역에서 해제되었지만 지진 재해 이후에 지역 밖으로 생활 거점을 옮긴 세대가 많아 역내 고령화가 심화되고 있다.

## 역사
- 1956년 3월 31일 - 다나스하라촌, 오타촌, 다케자와촌, 히가시타케자와촌이 합병해 야마코시촌이 성립하였다.
- 2005년 4월 1일 - 나카노시마정, 고시지정, 오구니정과 함께 나가오카시에 편입 합병되었다.

## 교통

### 도로
- 국도 제351호선
- 국도 제352호선

## 같이 보기
- 니가타현 주에쓰 지진